# Valle del Fiume Caronia, Lago Zilio
Valle del Fiume Caronia, Lago Zilio este o arie protejată (arie specială de conservare — SAC, sit de importanță comunitară — SCI) din Italia întinsă pe o suprafață de 876 ha, integral pe uscat.

## Localizare
Centrul sitului Valle del Fiume Caronia, Lago Zilio este situat la coordonatele 37°57′55″N 14°25′01″E / 37.965278°N 14.416944°E.

## Înființare
Situl Valle del Fiume Caronia, Lago Zilio a fost declarat sit de importanță comunitară în septembrie 1995 pentru a proteja 1 specie de plante și 5 specii de animale. Situl a fost protejat și ca arie specială de conservare în martie 2017.

## Biodiversitate
Situată în ecoregiunea mediteraneană, aria protejată conține 10 habitate naturale: Iazuri temporare mediteraneene, Galerii de Salix alba și de Populus alba, Fânețe de joasă altitudine (Alopecurus pratensis, Sanguisorba officinalis), Tufărișuri termo-mediteraneene și de pre-deșert, Păduri de Quercus suber, Pseudostepă cu ierburi și specii anuale de Thero-Brachypodietea, Păduri de stejar alb estice, Păduri panonice-balcanice de stejar turcesc - stejar sesil, Râuri mediteraneene cu debit intermitent, cu specii de Paspalo-Agrostidion, Păduri de Quercus ilex și Quercus rotundifolia.
La baza desemnării sitului se află mai multe specii protejate:
- plante (1): Leontodon siculus
- păsări (1): gaia roșie (Milvus milvus)
- nevertebrate (2): Euplagia quadripunctaria, Rosalia alpina
- reptile (2): Emys trinacris, țestoasă bănățeană (Testudo hermanni)

Pe lângă speciile protejate, pe teritoriul sitului au mai fost identificate 42 de specii de plante, 2 specii de păsări, 4 specii de amfibieni, 3 specii de mamifere, 145 de specii de nevertebrate, 8 specii de reptile.